# Mastigodryas alternatus
Espèce
Synonymes
- Coryphodon alternatus Bocourt, 1884
- Mastigodryas melanolomus alternatus (Bocourt, 1884)
- Eudryas boddaerti gaigeae Stuart, 1933

Statut de conservation UICN

 LC  : Préoccupation mineure
Mastigodryas alternatus est une espèce de serpent de la famille des Colubridae.

## Répartition
Cette espèce se rencontre :
- au Honduras ;
- au Nicaragua ;
- au Costa Rica;
- au Panama ;
- en Équateur.

## Publication originale
- Bocourt, 1884 : Note sur quelques ophidiens nouveaux, provenant de l'Amerique inter-tropicale. Bulletin de la Société philomathique de Paris, sér. 7, vol. 8, p. 133-142 (texte intégral).